# Rhatha Phongam

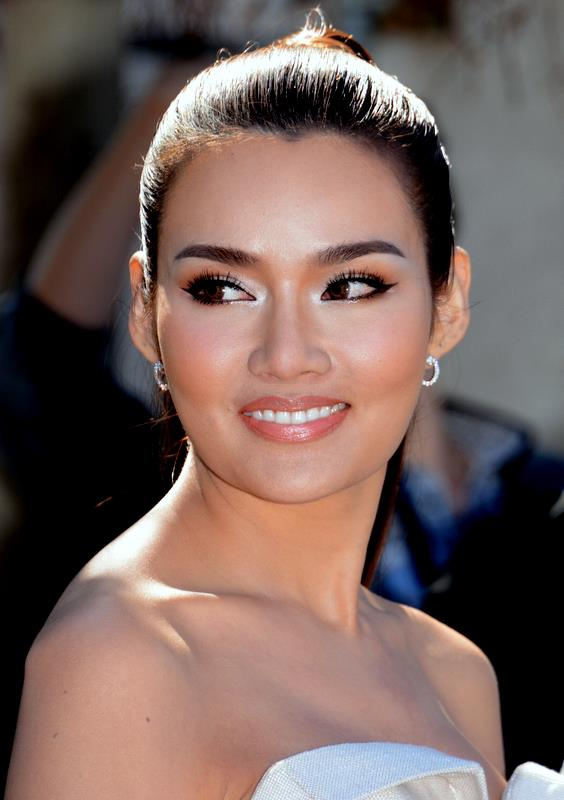
Rhatha Phongam 2013 bei den Internationalen Filmfestspielen von Cannes

Rhatha Phongam (thailändisch รฐา โพธิ์งาม, RTGS Ra-tha Pho-ngam; * 19. Mai 1983 in Bangkok) ist eine thailändische Schauspielerin und Sängerin. Vor allem in ihrem Heimatland ist sie auch unter ihrem ersten Künstlernamen Yayaying bekannt, mit dem sie ab Ende der 1990er Bekanntheit erlangte. Seit ihrem Auftritt in Only God Forgives aus dem Jahr 2013 mit Ryan Gosling, Kristin Scott Thomas und Tom Burke wird sie als Schauspielerin regelmäßig, vornehmlich in ihrem Heimatland, für internationale Produktionen gebucht.

## Leben und Karriere
Rhatha wurde am 19. Mai 1983 als Tochter des thailändischen Komödienschauspielers Noi Phongam in der Hauptstadt Bangkok geboren. Im Alter von sechs Jahren erhielt sie Ballettunterricht; zu dieser Zeit ließen sich ihre Eltern scheiden. Ihre eigentliche Karriere begann, als sie bei einem Vorsingen mit dem Céline-Dion-Song Because You Loved Me überzeugen konnte und daraufhin einen Plattenvertrag bekam. Sie veröffentlichte noch im gleichen Jahr ihr Debütalbum Ya Ya Ying und wurde unter ihrem damaligen Künstlernamen Yayaying landesweit bekannt. Im Laufe der Jahre arbeitete sie mit zahlreichen populären thailändischen Künstlern zusammen und nahm Lieder mit diversen Musikern auf. Nach der Veröffentlichung einiger Soloalben folgten Alben, an denen sie mitgewirkt hat. So unter anderem Cheer Female 2001 oder Wan Wan 1-2 im Jahr 2004. Des Weiteren arbeitete sie mehrfach mit Katreeya English, den China Dolls und Jennifer Politanont zusammen und veröffentlichte mit diesen die Alben Rah Tree (2001), Tiwa Hula Hula (2005) und Show Girls (2006); am zuletzt genannten Album wirkten alle Mitglieder der China Dolls mit Ausnahme von Hwa Hwa mit. Sie war weiterhin als Sängerin tätig, besuchte dann unter anderem die Universität Bangkok, die sie mit einem Bachelor und dann einem Master in Kommunikationskunst (Communication Arts) abschloss, ehe sie eine Laufbahn als Schauspielerin einschlug.
Einen ihrer ersten bedeutenden Auftritte hatte sie 2012 in der thailändischen romantisch-erotischen Produktion Jan Dara Pathommabot, in der sie in der Rolle der Mrs. Boonlueang zu sehen ist. Im Jahr darauf spielte sie in der Fortsetzung Jan Dara Pachimmabot erneut diese Rolle. Das Jahr 2013 verlief für Rhatha Phongam sehr einsatzreich. Sie wurde noch in diversen Filmproduktionen eingesetzt, so zum Beispiel in Nang fa, dem Regiedebüt von Bongkoj Khongmalai, mit der sie bereits in den beiden anderen Filmen zusammengearbeitet hatte. Zu sehen war sie in diesem Jahr noch in dem Horrorfilm Chit Sam Phat 3D, in dem Martial-Arts-Film Return of the Warrior und in der für ihre Karriere wichtigsten Produktion, dem französisch-dänischen Thriller Only God Forgives, wo sie an der Seite von Ryan Gosling zu sehen war. 2014 hatte sie unter anderem Auftritte als Miss V in Lupin The Third – Der Meisterdieb des japanischen Regisseurs Ryūhei Kitamura oder als Bua in der Thai-Produktion Game pluk phi, einem Horrorfilm von Tiwa Moeithaisong, der im Englischen unter anderem auch als Ghost Coins bekannt ist. In ebendiesem Jahr wirkte sie auch erstmals als Synchronsprecherin mit und arbeitete an der thailändischen Synchronisation von Maleficent – Die dunkle Fee. In dem 2016 veröffentlichten Film Mechanic: Resurrection, der großteils in der thailändischen Hauptstadt Bangkok spielt, ist sie als Kurier an der Seite von Jason Statham zu sehen.

## Filmografie
- 2012: Jan Dara Pathommabot
- 2012: Mein verrücktes Jahr in Bangkok
- 2013: Jan Dara Pachimmabot
- 2013: Only God Forgives
- 2013: Nang fa
- 2013: Chit Sam Phat 3D
- 2013: Return of the Warrior (Tom Yum Goong 2)
- 2014: Lupin The Third – Der Meisterdieb (Lupin III)
- 2014: Game pluk phi
- 2014: Maleficent – Die dunkle Fee (Maleficent)
- 2016: Mechanic: Resurrection
- 2022: Fistful of Vengeance

## Alben

### Soloalben
- 1999: Ya Ya Ying
- 2001: Jeedd!
- 2003: Khor Thod Na Ka Khor Thod

### Spezialalben
- 2001: Cheer Female
- 2001: 2002 Rah Tree (mit Katreeya English, den China Dolls und Jennifer Politanont)
- 2003: Cover Girls
- 2004: Wan Wan 1-2
- 2004: Cover Girls 2
- 2005: 2005 Tiwa Hula Hula (mit Katreeya English, den China Dolls und Jennifer Politanont)
- 2006: 2007 Show Girls (mit Katreeya English, den China Dolls – mit Ausnahme von Hwa Hwa – und Jennifer Politanont)
- 2009: Brazia